# 天主教加洛韋教區
天主教加洛韋教區（拉丁語：Dioecesis Candidae Casae o Gallovidianus）是英國蘇格蘭一個羅馬天主教教區，屬天主教聖安德魯斯暨愛丁堡總教區，位於蘇格蘭西南部。
2011年，有47,300名教友，估轄區總人口9.2%，有41個堂區、40名司鐸、4名終身執事、9名修士、34名修女。現任主教為若望·坎寧安。
1878年升為教區。座堂聖瑪加利大主教座堂位於艾爾。